# ممدوح الأطرش
ممدوح الأطرش (21 مارس 1945 - ) هو ممثل ومخرج مسرحي وكاتب سوري، بدأ مسيرته الفنية منذ سبعينات القرن العشرين، عمل خلالها 40 عملاً فنياً منهم 37 فيلماً سينمائياً.

## أعماله

### المسلسلات
من أعماله الفنية التي شارك بها في مجال المسلسلات:
- بروكار ج2 2022
- زهر الرمان (2001)
- حارة ع الهوا (2008)
- الخربة (2011)
- كمون وليمون (2012)
- أيام الدراسة الجزء الثاني (2012)
- عمر (2012)

### الأفلام
- الاغتيال
- شهزادة
- حب ماني
- امرأة لا تبيع الحب
- عاشقة تحت العشرين